# Pretty Little Liars: Original Sin
Pretty Little Liars: Original Sin är en amerikansk tonårsdramaserie skapad av Roberto Aguirre-Sacasa och Lindsay Calhoon Bring, som hade premiär på streamingtjänsten HBO Max den 28 juli 2022. Detta är den fjärde serien i Pretty Little Liars-serien, som liksom de tre andra serierna är baserad på bokserien med samma namn av Sara Shepard. Seriens fem huvudkaraktärer (Imogen, Tabby, Faran, Mouse och Noa) spelas av Bailee Madison, Chandler Kinney, Zaria, Malia Pyles och Maia Reficco.
I september 2022 blev serien klar för en andra säsong. Den nya säsongen kommer att gå under titeln Summer School.

## Rollista i urval
- Bailee Madison – Imogen Adams
- Chandler Kinney – Tabby Haworthe
- Zaria – Faran Bryant
- Malia Pyles – Minnie "Mouse" Honrada
- Maia Reficco – Noa Olivar
- Mallory Bechtel – Karen och Kelly Beasley (tvillingroll)
- Sharon Leal – Sidney Haworthe (Tabbys mamma)
  - Kristen Maxwell – Sidney som tonåring
- Elena Goode – Marjorie Olivar (Noas mamma)
  - Saran-Anne Martinez – Marjorie som tonåring
- Eric Johnson – Sheriff Tom Beasley (Karen och Kellys pappa)
- Alex Aiono – Shawn Noble (Noas pojkvän)
- Lea Salonga – Elodie Honrada (Mouses mamma)
  - Emily Bautista – Elodie som tonåring